# W Zappatore
W Zappatore è un film del 2010 diretto da Massimiliano Verdesca.

## Trama
Marcello Zappatore è un ragazzo di trentatré anni che suona la chitarra elettrica in una band metal satanista molto nota nella provincia di Lecce. La sua vita viene presto sconvolta da uno straordinario evento: Marcello comincia ad essere infastidito da un insistente prurito al costato che si rivelerà, in seguito, essere una stimmate.
Il manifestarsi di tale "dono" crea non pochi problemi a Marcello, costretto ad intraprendere un viaggio tra due mondi, a prima vista, incompatibili: quello di Dio e quello del Rock'n'Roll.
In questo percorso, è accompagnato, da un lato, da una madre che vuole condurlo sulla strada dell'espiazione in un convento; dall'altro, da una nonna fuori dagli schemi che lo incoraggia a non abbandonare la musica.Insieme a lei, anche altri personaggi lo spronano a non mollare la via del Rock'n'Roll.
Marcello deve percorrere questo tortuoso e duplice sentiero per capire quale sia la sua strada.

## Riconoscimenti
W Zappatore nel 2011 ha vinto il premio come miglior film al Brooklyn Film Festival. Lo stesso festival ha assegnato a Sandra Milo il premio come miglior attrice protagonista. 